# Мінор обмеженої глибини
Неглибокий мінор або мінор обмеженої глибини — це обмежений вид мінора графа, в якому стягнуті підграфи мають малий діаметр. Неглибокі мінори ввели Плоткін, Рао та Сміт, але вони приписують визначення терміна Чарльзу Лейзерсону та Сівану Толедо.

## Визначення

Граф, що містить повний граф як 1-неглибокий мінор. Кожна з чотирьох підмножин усередині затінених прямокутників породжує підграф радіуса одиниця і існує ребро між будь-якими парами підмножин.

Один зі способів визначення мінора неорієнтованого графа {\displaystyle G} полягає у вказанні підграфа {\displaystyle H} графа {\displaystyle G} і набору множин {\displaystyle S_{i}} вершин графа {\displaystyle G}, що не перетинаються, кожна з яких утворює зв'язний породжений підграф {\displaystyle H_{i}} графа {\displaystyle H}. Мінор має вершину {\displaystyle v_{i}} для кожної підмножини {\displaystyle S_{i}} і ребро {\displaystyle v_{i}v_{j}}j, якщо існує ребро із {\displaystyle S_{i}} до {\displaystyle S_{j}}, що належить {\displaystyle H}.
У цьому формулюванні {\displaystyle d}-неглибокий мінор (інша назва — мінор глибини {\displaystyle d}) — це мінор, який можна визначити вказаним вище чином з умовою, що кожен з підграфів {\displaystyle H_{i}} має радіус, що не перевищує {\displaystyle d}, що означає, що підграф містить вершину {\displaystyle c_{i}}, відстань від якої до решти вершин підграфа {\displaystyle H_{i}} не перевищує {\displaystyle d}. Зауважимо, що відстань тут вимірюється в числі дуг у графі {\displaystyle H_{i}}, а тому ця відстань може бути більшою за відстань у графі {\displaystyle G}.

## Часткові випадки
Мінори глибини нуль — це те саме, що підграфи даного графа. За досить великого {\displaystyle d} (зокрема, не менші від числа вершин графа), мінори глибини {\displaystyle d} збігаються з усіма мінорами графа.

## Класифікація сімейств графів
Нешріл та Оссона де Мендез використовували неглибокі мінори для поділу сімейств кінцевих графів на два типи. Вони кажуть, що сімейство графів {\displaystyle F} подекуди щільне, якщо існує скінченне значення {\displaystyle d}, для якого множина мінорів глибини {\displaystyle d} графів {\displaystyle F} містить будь-який скінченний граф. В іншому випадку кажуть, що сімейство графів ніде не щільне. Цю термінологію виправдовує те, що якщо {\displaystyle F} ніде не щільний клас графів, то (для будь-якого {\displaystyle \varepsilon >0}) графи з {\displaystyle n} вершинами з {\displaystyle F} мають {\displaystyle O(n^{1+\varepsilon })} вершин. Таким чином, ніде не щільні графи є розрідженими графами.
Більш обмежений тип сімейств графів, описуваних подібним чином — сімейства графів з обмеженим розширенням. Це сімейства графів, для яких існує функція {\displaystyle f}, така, що відношення числа ребер до числа вершин у будь-якому мінорі глибини {\displaystyle d} не перевищує {\displaystyle f(d)}. Якщо така функція існує і обмежена многочленом, то кажуть, що сімейство має поліноміальне розширення.

## Теорема про відділення
Як показали Плоткін, Рао і Сміт, графи з виключеними неглибокими мінорами можна розбити аналогічно до розбиття в теоремі про сепаратор для планарних графів. Зокрема, якщо повний граф {\displaystyle K_{h}} не є мінором глибини {\displaystyle d} графа {\displaystyle G} з {\displaystyle n} вершинами, існує підмножина {\displaystyle S} вершин графа {\displaystyle G} розміру {\displaystyle O(dh^{2}\log n+n/d)}, така, що будь-яка зв'язна компонента графа {\displaystyle G\backslash S} має максимум {\displaystyle 2n/3} вершин. Результат є конструктивним — існують алгоритми з поліноміальним часом виконання, які знаходять такий сепаратор, або мінор {\displaystyle K_{h}} глибини {\displaystyle d}. Як наслідок, Плоткін та інші показали, що з будь-якого сімейства графів, замкненого відносно мінорів, теорема про сепаратор виконується майже так само строго, як і для планарних графів.
Плоткін та інші також застосували ці результати для поділу сіток у методі скінченних елементів у великих розмірностях. Для цього неглибокі мінори необхідні, оскільки (за відсутності обмежень) сімейство сіток у розмірностях три і вище мають мінорами всі графи. Тенг поширив ці результати на ширший клас графів високої розмірності.
Дворак і Норін показали, що для класів, замкнутих відносно операції створення підграфів, із строгої сублінійності сепараторів випливає поліноміальність розширення.